# Gerhard Stubenrauch
Gerhard Stubenrauch (1880 - ?) was een officier in de Keizerlijke Marine. Hij bracht het tot "Korvettenkapitän" wat overeenkomt met de rang van kapitein-luitenant ter zee. In de Eerste Wereldoorlog was hij commandant van het slagschip SMS Wettin en later van de Duitse Marineluchtvaartdienst.
Hij werd onderscheiden met de IVe Klasse van de Orde van de Rode Adelaar en later bevorderd tot grootkruis in die Pruische orde.